# 연역
연역적 추론(演繹的推論, deductive reasoning)은 논리학 용어로, 이미 알고 있는 판단을 근거로 새로운 판단을 유도하는 추론이다. 여기서 이미 알고 있는 판단은 전제, 새로운 판단은 결론이다. 진리가 될 수 있는 가능성을 따지는 귀납 추론과는 달리, 명제들 간의 관계와 논리적 타당성을 따진다. 즉, 연역 추론으로는 전제들로부터 절대적인 필연성을 가진 결론을 이끌어 낼 수 있다.

## 용어 및 어원
- 종합[1]

연역은 전제로부터 결론을 도출해내는 것이므로 일정한 명제를 출발점으로 한다. 그런데 모든 연역의 출발점이 되는 최초의 명제는 결코 연역에 의해 도출될 수 없다. 그러한 출발점은 결국 인간의 다양한 경험이나 실천 등의 결과를 일반화하는 과정을 통해서 형성된다. 때문에 실제의 학문 연구가 순수히 연역적 형태로서만 이루어질 수는 없으며 관찰이나 실험 등의 증명 과정과 통일되어 적용된다. 오늘날에는 전제로 삼은 가설을 검증하기 위해 그 가설에서 몇 개의 명제를 연역해 실험과 관찰 등을 수행하는 가설연역법(假說演繹法, hypothetical deductive method)이 널리 쓰이고 있다.
- 전제

주어진 조건 명제는 논리학에서 전제라 부르며, 이것은 이미 알려진 사실을 바탕으로 한다. 영어에서 전제(premise, proposition)라는 낱말은 고대 그리스어 protasis, 라틴어 praemissa, propositio에서 비롯되었다.
- 결론

전제를 바탕으로 필연적으로 이끌어 내는 새로운 명제를 결론이라 부른다. 결론은 전제와 다른 사실을 담고 있어야 한다. 영어에서 결론(conclusion)이라는 낱말은 고대 그리스어 syllogismos, 라틴어 conclusio에서 비롯되었다.

## 구분

### 직접 추론
한 개의 전제로부터 새로운 결론을 이끌어 낸다. 대우명제가 그 대표적인 예이다.
 P이면 Q이다. → ~Q이면 ~P이다.

### 간접 추론
둘 이상의 전제로부터 새로운 결론을 이끌어 낸다. 다음과 같은 삼단논법이 가장 대표적인 예이다.
 모든 사람은 죽는다. 

소크라테스는 사람이다. 

 따라서 소크라테스는 죽는다.

일반화하여 나타내면 다음과 같다. 여기서 P는 대개념, S는 소개념, M은 매개념이다.
 M은 P이다. (대전제) 

S는 M이다. (소전제) 

 따라서 S는 P이다. (결론) 

이를 집합 관계로 나타내면 다음과 같다.
 A ⊂ B 

C ⊂ A 

 ∴ C ⊂ B 

#### 정언적 삼단논법
"나는 생각한다. 그러므로 나는 존재한다."는 명제야말로 우리의 의식에 가장 분명하고 명확한 것이다.  

우리가 분명하고 명확하게 인식할 수 있는 명제라면 우리가 그토록 고대하던 철학의 제1원리의 자격이 충분하다.  

이렇게 볼 때, "나는 생각한다. 그러므로 나는 존재한다."는 명제를 우리가 철학의 제1원리로 명명하는 것은 너무도 자명하다.

## 같이 보기
- 자연 연역
- 논증
- 귀납

1. ↑  [참고] 네이버지식백과,두산백과- 종합 https://terms.naver.com/entry.nhn?docId=1126605&cid=40942&categoryId=31530